# Carel Boshoff IV
Carel Willem Hendrik Boshoff (4e du nom), plus communément écrit Carel Boshoff IV, né en 1963 à Pretoria, est un homme politique et un écrivain d'Afrique du Sud issu de la communauté afrikaner.
Chef provincial du Front de la liberté pour le Cap-du-Nord (2003-2015), il a été député à l'assemblée de la province de 2001 à 2009. Président du Orania Movement (2007-2019), il a également été le président du conseil représentatif (conseil municipal) de la ville d'Orania jusqu'en mai 2019. 

## Biographie

### Origines et éducation
Petit-fils, par sa mère, de l'ancien premier ministre sud-africain Hendrik Verwoerd et fils de Carel Boshoff (3ème du nom) le fondateur d'Orania, Carel Boshoff (IV),, est diplômé en sciences humaines de l'Université de Pretoria, et auteur d'une thèse de doctorat, publiée en 1992 sous le titre Afrikaners na Apartheid (les Afrikaners après l'apartheid).

### Carrière

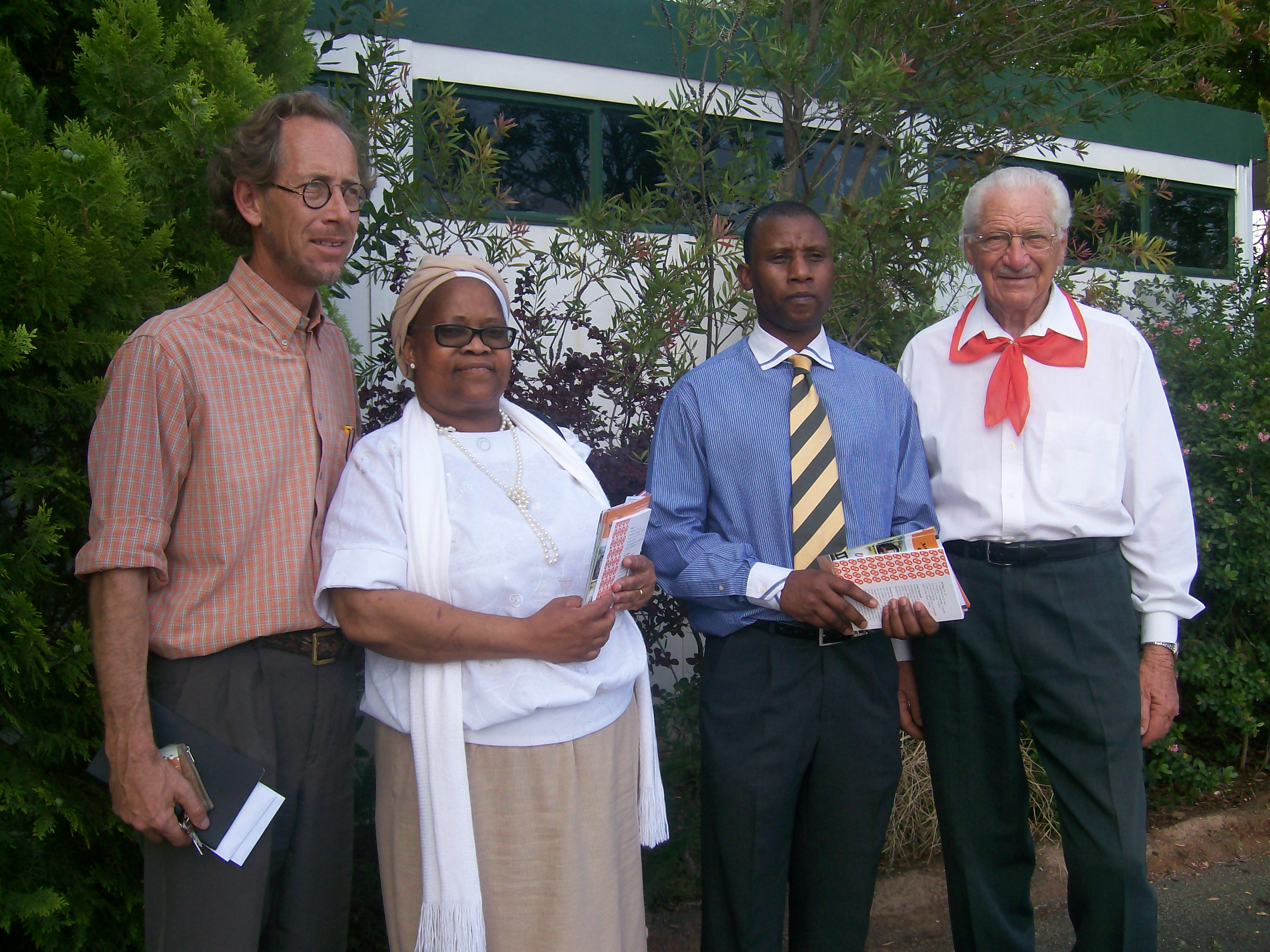
Carel Boshof (fils) et son père Carel Boshof avec des membres de la commission pour la promotion et la protection des droits culturels, religieux et linguistiques communautaires (2009)

Au début des années 1990, il participe avec son père, sa famille et ses enfants à la fondation d'Orania et tente de faire la promotion du Volkstaat et de l'autodétermination des afrikaners dans le cadre des négociations constitutionnelles de Kempton Park.
En 1994, il participe à la fondation du Front de la liberté et est nommé membre permanent du conseil du Volkstaat. 
Élu par la suite au conseil d'Orania, il joua un rôle déterminant au côté de son père pour doter l'embryon de Volkstaat d'un véritable conseil municipal et de représentants. 
Son père avait été élu, en 1994, député (front de la liberté) sur scrutin de liste, au conseil provincial du Cap-du-Nord avant d'être réélu en 1999,. Deux ans plus tard, son fils lui succède au parlement provincial avant de lui succéder également en 2003 comme chef provincial du Front de la Liberté pour le Cap-du-Nord. Seul député élu du front de liberté, en 2004, au parlement de la province du Nord-Cap , Carol Boshoff IV est de nouveau tête de liste provincial du front de la liberté ainsi que 8e sur la liste nationale lors des élections générales sud-africaines de 2009. Le score de la liste provinciale du front de la liberté ne lui permet pas de sauver son siège de député local.  
Chef de la communauté d'Orania (Movement Orania) à partie de 2007, il est maire de la ville depuis 2016 et le porte parole du concept Orania  et des aspirations autonomistes afrikaners, non seulement en Afrique du Sud auprès des hommes politiques locaux mais aussi à l'étranger. Avec son frère, l'historien et homme politique Wynand Johannes Boshoff, il veut faire d'Orania un espace permanent où les Afrikaners pourraient pratiquer librement leur langue, leur culture et leur religion et se gouverner eux-mêmes au XXIe siècle en prenant en considération les erreurs du passé (l'apartheid). Pour eux, il est important de former des alliances avec d'autres groupes de population, en particulier avec les populations coloureds d'Afrique du Sud. Au sein de la communauté d'Orania, Carel Boshoff représente une conception libérale, optimiste et ouverte du Volkstaat, intégré au sein de l'Afrique du Sud, en opposition à ceux qui, pessimistes sur l'avenir du pays et méfiants envers toute ouverture pouvant diluer l'identité afrikaner, défendent sur une conception conservatrice, séparatiste et sécuritaire d'Orania, comme celui de Kleinfontein, au Gauteng.
Il démissionne pour convenances personnelles de ses fonctions au sein d'Orania le 27 mai 2019, à la suite d'une campagne mettant à cause sa probité (auto-augmentation de salaires, achat et utilisation d'une voiture de luxe à des fins personnelles, accusations de mauvaise gestion). Il annonce alors vouloir se consacrer à une fondation visant à favoriser le dialogue entre les communautés afin de les inciter à devenir autosuffisantes.

## Autres activités
Animateur d'une émission de radio intitulée Blik na Buite (regard/vue vers l’extérieur), Carel Boshoff IV est aussi un ancien journaliste à Beeld, un présentateur du talkshow Dwarsklap sur la chaine cryptée afrikaner, Kyknet, un membre du Groupe des 63 (universitaires et écrivains réunis au sein d’un groupe de réflexion pacifiste) et a été le vice-président de la « Afrikaner Freedom Foundation » (actuel Orania Movement qu'il préside de 2007 à 2019). Il est également l'auteur en 2014 du livre NP van Wyk Louw en die derde Afrikaner consacré au poète N. P. van Wyk Louw.

## Vie privée
Carel Boshoff IV est marié à Anje Strik et a 3 enfants. Ils vivent à Orania depuis 1997.

## Publications
- Afrikaners na apartheid, Afrikanervryheidstigting, 167 pages, 1992
- NP van Wyk Louw en die Derde Afrikaner, FAK, 230 pages, 2014,